# 1798 год
1798 (ты́сяча семьсо́т девяно́сто восьмо́й) год  по григорианскому календарю — невисокосный год, начинающийся в понедельник. Это 1798 год нашей эры, 8‑й год 10‑го десятилетия XVIII века 2‑го тысячелетия, 9‑й год 1790‑х годов. Он закончился 227 лет назад.
| Пн | Вт | Ср | Чт | Пт | Сб | Вс |
| 1  | 2  | 3  | 4  | 5  | 6  | 7  |
| 8  | 9  | 10 | 11 | 12 | 13 | 14 |
| 15 | 16 | 17 | 18 | 19 | 20 | 21 |
| 22 | 23 | 24 | 25 | 26 | 27 | 28 |
| 29 | 30 | 31 |    |    |    |    |

| Пн | Вт | Ср | Чт | Пт | Сб | Вс |
|    |    |    | 1  | 2  | 3  | 4  |
| 5  | 6  | 7  | 8  | 9  | 10 | 11 |
| 12 | 13 | 14 | 15 | 16 | 17 | 18 |
| 19 | 20 | 21 | 22 | 23 | 24 | 25 |
| 26 | 27 | 28 |    |    |    |    |

| Пн | Вт | Ср | Чт | Пт | Сб | Вс |
|    |    |    | 1  | 2  | 3  | 4  |
| 5  | 6  | 7  | 8  | 9  | 10 | 11 |
| 12 | 13 | 14 | 15 | 16 | 17 | 18 |
| 19 | 20 | 21 | 22 | 23 | 24 | 25 |
| 26 | 27 | 28 | 29 | 30 | 31 |    |

| Пн | Вт | Ср | Чт | Пт | Сб | Вс |
|    |    |    |    |    |    | 1  |
| 2  | 3  | 4  | 5  | 6  | 7  | 8  |
| 9  | 10 | 11 | 12 | 13 | 14 | 15 |
| 16 | 17 | 18 | 19 | 20 | 21 | 22 |
| 23 | 24 | 25 | 26 | 27 | 28 | 29 |
| 30 |    |    |    |    |    |    |

| Пн | Вт | Ср | Чт | Пт | Сб | Вс |
|    | 1  | 2  | 3  | 4  | 5  | 6  |
| 7  | 8  | 9  | 10 | 11 | 12 | 13 |
| 14 | 15 | 16 | 17 | 18 | 19 | 20 |
| 21 | 22 | 23 | 24 | 25 | 26 | 27 |
| 28 | 29 | 30 | 31 |    |    |    |

| Пн | Вт | Ср | Чт | Пт | Сб | Вс |
|    |    |    |    | 1  | 2  | 3  |
| 4  | 5  | 6  | 7  | 8  | 9  | 10 |
| 11 | 12 | 13 | 14 | 15 | 16 | 17 |
| 18 | 19 | 20 | 21 | 22 | 23 | 24 |
| 25 | 26 | 27 | 28 | 29 | 30 |    |

| Пн | Вт | Ср | Чт | Пт | Сб | Вс |
|    |    |    |    |    |    | 1  |
| 2  | 3  | 4  | 5  | 6  | 7  | 8  |
| 9  | 10 | 11 | 12 | 13 | 14 | 15 |
| 16 | 17 | 18 | 19 | 20 | 21 | 22 |
| 23 | 24 | 25 | 26 | 27 | 28 | 29 |
| 30 | 31 |    |    |    |    |    |

| Пн | Вт | Ср | Чт | Пт | Сб | Вс |
|    |    | 1  | 2  | 3  | 4  | 5  |
| 6  | 7  | 8  | 9  | 10 | 11 | 12 |
| 13 | 14 | 15 | 16 | 17 | 18 | 19 |
| 20 | 21 | 22 | 23 | 24 | 25 | 26 |
| 27 | 28 | 29 | 30 | 31 |    |    |

| Пн | Вт | Ср | Чт | Пт | Сб | Вс |
|    |    |    |    |    | 1  | 2  |
| 3  | 4  | 5  | 6  | 7  | 8  | 9  |
| 10 | 11 | 12 | 13 | 14 | 15 | 16 |
| 17 | 18 | 19 | 20 | 21 | 22 | 23 |
| 24 | 25 | 26 | 27 | 28 | 29 | 30 |

| Пн | Вт | Ср | Чт | Пт | Сб | Вс |
| 1  | 2  | 3  | 4  | 5  | 6  | 7  |
| 8  | 9  | 10 | 11 | 12 | 13 | 14 |
| 15 | 16 | 17 | 18 | 19 | 20 | 21 |
| 22 | 23 | 24 | 25 | 26 | 27 | 28 |
| 29 | 30 | 31 |    |    |    |    |

| Пн | Вт | Ср | Чт | Пт | Сб | Вс |
|    |    |    | 1  | 2  | 3  | 4  |
| 5  | 6  | 7  | 8  | 9  | 10 | 11 |
| 12 | 13 | 14 | 15 | 16 | 17 | 18 |
| 19 | 20 | 21 | 22 | 23 | 24 | 25 |
| 26 | 27 | 28 | 29 | 30 |    |    |

| Пн | Вт | Ср | Чт | Пт | Сб | Вс |
|    |    |    |    |    | 1  | 2  |
| 3  | 4  | 5  | 6  | 7  | 8  | 9  |
| 10 | 11 | 12 | 13 | 14 | 15 | 16 |
| 17 | 18 | 19 | 20 | 21 | 22 | 23 |
| 24 | 25 | 26 | 27 | 28 | 29 | 30 |
| 31 |    |    |    |    |    |    |

## События

### Франция и её войны
- 1 января — Директория декретом подтвердила свободу и равноправие бывших рабов[1].
- 24 января — объявление независимости швейцарским кантоном Во. Провозглашена Леманская республика со столицей в Лозанне[2].
- 9 февраля — собрание представителей городских и сельских коммун в Лозанне приняло Конституцию Леманской республики[2].
- 15 февраля — Создание Римской республики (Папская область).
- 5 марта — французская армия в Швейцарии взяла Берн[3].
- 12 апреля — провозглашена Гельветическая республика в Швейцарии[3]. Леманская республика включена в её состав в качестве кантона Леман[2].
- Успех республиканцев-демократов на выборах во Франции.
- 11 мая (22 флореаля) — Решение Директории об аннулировании выборов депутатов-демократов («Переворот 22 флореаля VI года»)
- 19 мая — из Тулона отплыла эскадра с десантными войсками под командованием генерала Бонапарта. Началась Египетская экспедиция Наполеона[4].
- 10 июня — занятие Мальты французскими войсками[5].
- 30 июня — высадка в районе Александрии в Египте французских войск под командованием генерала Бонапарта[4].
- 21 июля — разбили отряды мамлюков в сражении у пирамид[4].
- 24 июля — армия Бонапарта вступила в Каир, оккупировав значительную часть страны[4].
- 1798—1801 — оккупация Египта французскими войсками[4].
- 1-2 августа — уничтожение французской эскадры английским флотом адмирала Нельсона в Абукирской бухте[4].
- 18 августа — Франция и Гельветическая республика заключили оборонительно-наступательный союз и Гельветическая республика вступила в войну со Второй антифранцузской коалицией[3].
- август — небольшой отряд французов высадился в Ирландии.
- 2 сентября — Османская империя объявила Франции войну[6].
- 15 сентября — французская армия в Египте заняла Асьют[4].
- 21 октября — началось Каирское восстание, подавленное французской армией через два дня[4].
- 24 октября — эскадра Ф. Ф. Ушакова начала блокаду французского гарнизона в Корфу[7].
- 1798—1802 — Вторая антифранцузская коалиция (Англия, Неаполь, Австрия, Россия и Турция).

### Другие страны
- Апрель — Арестованы члены комитета «Лондонского корреспондентского общества». Их продержали три года в тюрьме без всякого следствия.
- Май — июнь — Восстание в Ирландии под руководством общества «Объединённых ирландцев» (во главе с Вольфом Тоном). Подавлено с исключительной жестокостью.
- 24 июня — в крепости Белграда турецкими властями казнены выданные Австрией греческие заговорщики во главе с Ригасом Велестинисом[8].
- Октябрь 1798 — январь 1799 — Экспедиция Мэтью Флиндерса и Джорджа Басса, открытие ею Бассова пролива, первое подробное описание аборигенов Тасмании.
- 16 декабря — российский император Павел I был избран великим магистром Мальтийского ордена, в связи с чем к его императорскому титулу были добавлены слова: «… и Великий магистр Ордена святого Иоанна Иерусалимского». В России был учреждён Орден Святого Иоанна Иерусалимского. Российский орден Святого Иоанна Иерусалимского и Мальтийский Орден были частично интегрированы. На Российском гербе появилось изображение Мальтийского креста[9].
- 18 декабря — императором Павлом I был подписан именной указ о постройке в Санкт-Петербурге здания для врачебного училища и учебных театров на правом берегу Невы.

### Без точных дат
- Император Павел I назначил Ф. Ф. Ушакова командующим российскими военно-морскими силами в Средиземном море. Задачей Ушакова была поддержка на море действий войск антифранцузской коалиции. Во время Средиземноморского похода 1798—1800 годов, Ушаков проявил себя как крупный флотоводец, искусный политик и дипломат при создании греческой Республики Семи Островов под протекторатом России и Турции. Показал образцы организации взаимодействия армии и флота при овладении Ионическими островами и особенно островом Корфу (Керкира), при освобождении от французов Италии, во время блокады Анконы и Генуи, при овладении Неаполем и Римом. В ходе похода имел разногласия с британским адмиралом Нельсоном относительно блокады (предложение Нельсона) или штурма (предложение Ушакова) острова Мальта.

## Родились
См. также: Категория:Родившиеся в 1798 году
- 2 января — Фёдор Александрович Голубинский, русский богослов и церковный деятель.
- 14 января — Исаак да Коста, нидерландский богослов, писатель и поэт[10].
- 17 января — Огюст Конт, французский философ и социолог, родоначальник позитивизма и основоположник социологии как самостоятельной науки (ум. 1857).
- 3 апреля — Чарльз Уилкс, американский исследователь и учёный, контр-адмирал ВМС США (ум. 1877)
- 19 апреля — Андреа Маффеи, итальянский поэт и либреттист (ум. 1885)
- 28 июля — Фёдор Иванович Гильфердинг (ум. 1864), российский дипломат, сенатор, тайный советник, член совета МИД Российской империи.
- 1 октября — Томас Оверскоу, датский драматург (ум.1873)
- 2 октября — Карл Альберт, король Сардинского королевства в 1831 — 1849 годах (ум.1849)
- 22 октября — Массимо де Адзельо, маркиз, итальянский политик и писатель, идеолог объединения Италии, премьер-министр Пьемонта в 1849—1852 годах (ум. 1866).
- 24 декабря — Адам Мицкевич, польский поэт.

## Скончались
См. также: Категория:Умершие в 1798 году

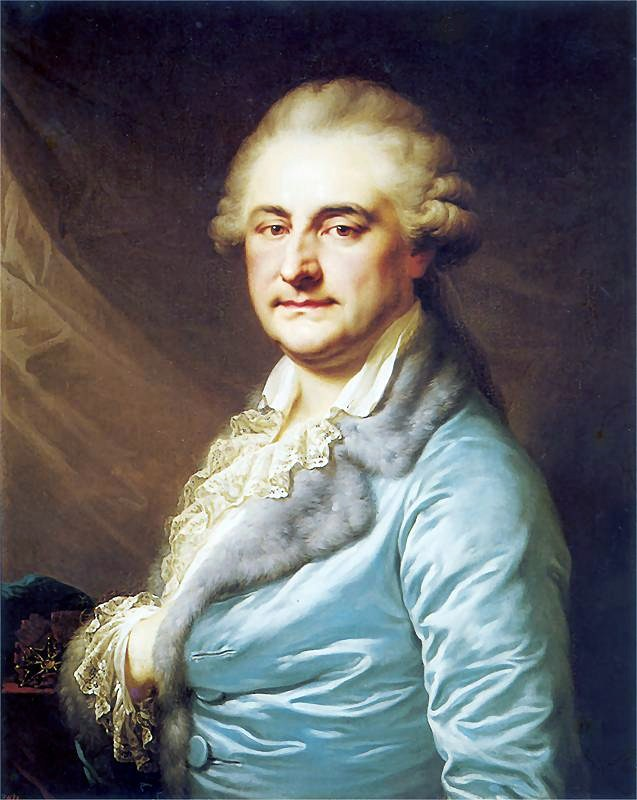
Станислав Август

- 20 января — Христиан Каннабих, немецкий капельмейстер, скрипач и композитор (род. 1731).
- 12 февраля — Станислав Август Понятовский, последний король польский и великий князь литовский (род. 1732).
- 13 февраля — Вильгельм Ваккенродер, немецкий писатель (род. 1773).
- 4 июня — Джованни Джакомо Казанова, известный итальянский авантюрист, путешественник и писатель (род. 1725).
- 24 июня — Варис Шах, пенджабский суфийский поэт (род. 1722).
- 4 декабря — Луиджи Гальвани, итальянский врач, анатом и физиолог, физик (род. 1737).
- 9 декабря — Иоганн Рейнгольд Форстер, немецкий учёный и путешественник английского происхождения (род. 1729).
- 10 декабря — Лауринас Стуока-Гуцявичюс, литовский архитектор (род. 1753).